# Kendall West
Kendall West es un lugar designado por el censo ubicado en el condado de Miami-Dade en el estado estadounidense de Florida. En el Censo de 2010 tenía una población de 36.154 habitantes y una densidad poblacional de 4.637,59 personas por km².

## Geografía
Kendall West se encuentra ubicado en las coordenadas 25°42′25″N 80°26′27″O / 25.70694, -80.44083. Según la Oficina del Censo de los Estados Unidos, Kendall West tiene una superficie total de 7.8 km², de la cual 7.12 km² corresponden a tierra firme y (8.64%) 0.67 km² es agua.

## Demografía
Según el censo de 2010, había 36.154 personas residiendo en Kendall West. La densidad de población era de 4.637,59 hab./km². De los 36.154 habitantes, Kendall West estaba compuesto por el 89.79% blancos, el 3.22% eran afroamericanos, el 0.16% eran amerindios, el 1.18% eran asiáticos, el 0.03% eran isleños del Pacífico, el 3.4% eran de otras razas y el 2.23% pertenecían a dos o más razas. Del total de la población el 88.27% eran hispanos o latinos de cualquier raza.